# Падна
Падна (на словенски: Padna; на италиански: Padena) е село в Словения, Обално-крашки регион, община Пиран. Според Националната статистическа служба на Република Словения през 2015 г. селото има 172 жители.